# Rohatyn

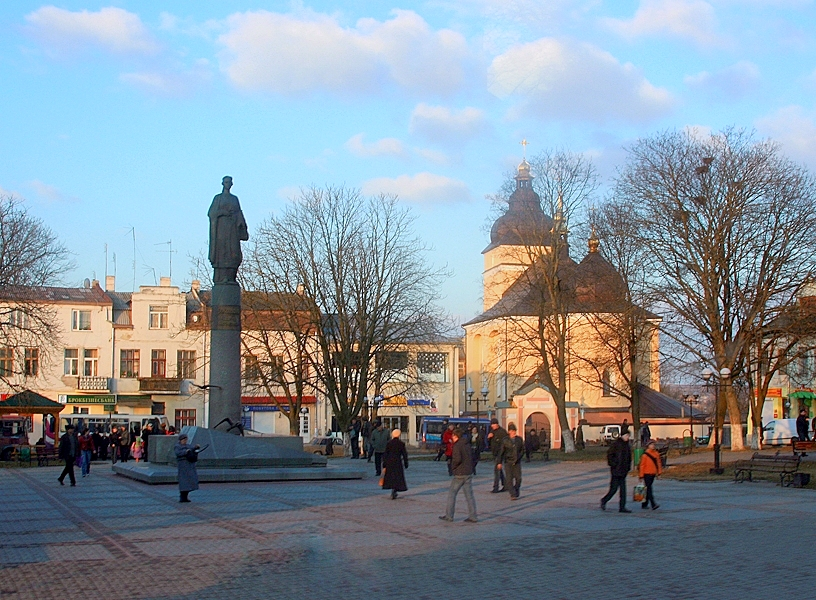
Plaza de Rohatyn con el monumento a Roxelana.

Rohatyn es una ciudad localizada en el río de Gnila Lipa en el raión de Rohatyn de la óblast de Ivano-Frankivsk de Ucrania. Su población según el censo del 2022 es de 7.521 personas.
Esta ciudad por primera vez es mencionada en un documento en 1184 como parte del Principado de Galitzia-Volynia. En 1415 obtuvo el Derecho de Magdeburgo. Entre 1772 y 1918 formó parte del Reino de Galitzia y Lodomeria incluido dentro del Imperio austrohúngaro.
La ciudad se destaca por la minería, sus abundantes bosques, sus monumentos y sus artísticas calles.
Un personaje famoso oriundo de esta ciudad, por entonces perteneciente al Reino de Polonia, fue Roxelana, que en 1509 fue secuestrada por los tártaros y vendida a los otomanos, más tarde se convirtió en la esposa favorita del sultán Solimán el Magnífico.